# Município de Warrenton (condado de Warren, Carolina do Norte)
Localização da Carolina do Norte nos E.U.A.
O município de Warrenton (em inglês: Warrenton Township) é um localização localizado no  condado de Warren no estado estadounidense da Carolina do Norte. No ano 2010 tinha uma população de 4.776 habitantes.

## Geografia
O município de Warrenton encontra-se localizado nas coordenadas 36° 24′ 01,53″ N, 78° 09′ 49,97″ O.